# Zejneba Hardaga
Zejneba Hardaga (Sarajevo, 1918. – Jeruzalem, 1994.), bosanskohercegovačka pravednica među narodima bošnjačkog podrijetla. Prva je žena i muslimanka uz svijetu koja je ponijela titulu pravednika. 

## Pravednica među narodima
Obitelj Hardaga je bila islamske vjeroispovijesti. Spasili su židovsku obitelj tijekom holokausta. Yosef Kavilio, Yosefova supruga i kćerka bili su prijatelji i poslovni suradnici s Hardagama. Tokom bombardovanja iz zraka, kuća im je bila uništena, a prvi koji im je pritekao u pomoć bio je upravo Mustafa Hardaga. "Naš dom je vaš dom", kazala je tada Zejneba Hardaga obitelji Kavilio. Jedno razdoblje Kavilie su bile s Hardagama. Jednog dana pripadnici Gestapa pojavili su se na vratima kuće obitelji Hardaga kako bi provjerili njihove dokumente. Yosef Kavilio, njegova žena i kćerka krili su se u jednom velikom ormaru. Samo ih je čudo spasilo i nisu bili otkriveni. Hardage su nastavile štititi članove obitelji Kavilio sve dok nisu otišli za Mostar, dio Bosne i Hercegovine koji je bio talijanskom kontrolom, gdje su Židovi bili relativno sigurni. Poznata je fotografija nastala 1941. godine u jeku Drugog svjetskog rata, na kojoj Zejneba u Sarajevu, svojom odjećom sakriva žutu Davidovu zvijezdu koja se nalazi na lijevoj ruci Rifke Kavilio.
Međutim, Yosef Kavilio je ostao u Sarajevu i nacisti su ga priveli. Zbog velikog snijega, zatvorenici nisu mogli biti trasportovani iz Sarajeva u logor Jasenovac, te su čistili sarajevske ulice od snijega. Dok je šetala Sarajevo, Zejneba je jednom prilikom vidjela okovanog Yosefa. Donosila mu je hranu, ne samo njemu nego i ostalim zatvorenicima. Yosef je uspio pobjeći iz zatvora i vratio se u Hardagin dom. Obitelj ga je čuvala, njegovala i pomogla mu da ozdravi, jer je bio teško bolestan i promrzao. Vojska Nezavisne Države Hrvatske je često paradirala sarajevskim ulicama tražeći odbjegle zatvorenike, i Yosef je, ne želeći ugroziti Hardage, prebjegao u Mostar.
Nakon rata obitelj Kavilio je 1948. godine otišla u Izrael. Tražili su od Yad Vashem muzeja da prepozna obitelj Hardagu u zbirci Pravednici među narodima. Godinu dana kasnije, Zejneba je otišla u Izrael i zasadila prvo drvo u spomen obiteljskog imena. Pedesetak godina poslije, 1994. godine Sarajevo je bilo pod opsadom. Život obitelji Hardaga bio je ugrožen. Uz pomoć Joint Distribution Committe, a na inicijativu obitelji Kavilio, Yad Vashem je tražio od predsjednika Bosne i Hercegovine Alije Izetbegovića da Hardage dođu Izrael, gdje su ih dočekali najviši zvaničnici te države, zajedno s članovima obitelji Kavilio.
Sarah Pećanac, Zejnebina kćerka, i njena obitelj su kasnije prešli na judaizam zbog svega što se dešavalo. Na taj način željela je iskazati čast Kavilio obitelji na svemu što su učinili jedni za druge.

## Vanjske povezice
- Zejneba Hardaga